# The Best Of Lepa Brena
The Best Of je album folk pevačice Lepe Brene sa najvećim hitovima izdat 2004. Album se sastoji od 2 diska, na kojima se nalazi po 21 pesma.

## Spisak pesama
- CD 1

1. Sanjam
2. Janoš
3. Perice, moja merice
4. Mače moje
5. Sitnije Cile sitnije
6. Beli se beli moj beli biseru
7. Bato Bato
8. Miki Mićo
9. Četiri godine
10. Imam pesmu da vam pevam
11. Jugoslovenka
12. Ja pripadam samo tebi
13. Robinja sam tvoja
14. Poželi sreću drugima
15. Čik čik pogodi
16. Udri Mujo
17. Jedan dan zivota
18. Čačak, Čačak
19. Mile voli disko
20. Dama iz Londona
21. Duge noge

- CD 2

1. Luda za tobom
2. Dva dana
3. On ne voli me
4. Lagarija lagara
5. Ja nemam Drugi dom
6. Ti si moj greh
7. Sve mi dobro ide osim ljubavi
8. Noćas mi srce pati
9. I da odem iza leđa Bogu
10. Pomračenje Sunca
11. Pariski lokal
12. Šta je bilo bilo je
13. Okrećes mi leđa
14. Golube
15. Evo zima će
16. Ti ne znaš
17. Takve i Bog čuva
18. Hej Šeki Šeki
19. Ti me podsećaš na sreću
20. Gde si ti
21. Hajde da se volimo

## Spoljašnje veze
- Архивирано на веб-сајту  (15. јул 2013)